# Hantkeniceras
Hantkeniceras – rodzaj głowonogów z wymarłej podgromady amonitów, z rzędu Phylloceratida.
Żył w okresie jury (pliensbach).